# Afrikanische Große Seen

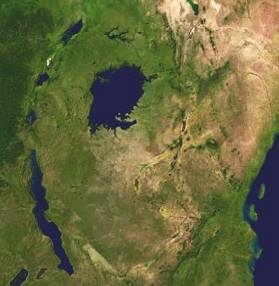
Die großen Afrikanischen Seen und die Küstenlinie vom Weltall aus, rechts der Indische Ozean

Die Afrikanischen Großen Seen sind einige große Seen beim Großen Afrikanischen Grabenbruch.
Die großen afrikanischen Seen sind:
- Tanganjikasee (weltweit drittgrößter See hinsichtlich Volumen und Tiefe)
- Victoriasee (flächenmäßig zweitgrößter Süßwassersee der Welt)
- Albertsee
- Eduardsee
- Kiwusee
- Malawisee

Teilweise werden nur Viktoriasee, Albertsee und Edwardsee zu den Großen Afrikanischen Seen gezählt, da sie die einzigen sind, die in den Weißen Nil entwässern.
Tanganjikasee und Kivusee entwässern in den Kongo, der Malawisee wird vom Shire in den Sambesi entwässert.

## Region der Großen Afrikanischen Seen

Große Afrikanische Seen in der Region

Die Umgebung der Seen wird zur Region der Großen Afrikanischen Seen gezählt. Anrainerstaaten sind Ruanda, Burundi, Uganda und Teile der Demokratischen Republik Kongo, Tansanias und Kenias.
Die Region zählt zu den am dichtesten besiedelten der Welt, über 107 Millionen Menschen leben dort. Aufgrund früherer vulkanischer Aktivitäten gibt es dort sehr fruchtbares Agrarland. Auch anthropologisch ist die Region von großem Interesse: Sie gilt gewissermaßen als Geburtsstätte des anatomisch modernen Menschen (Homo sapiens), der hier vor mindestens 150.000 Jahren erstmals in Erscheinung trat.
Im Gegensatz zu anderen Staaten in Subsahara-Afrika haben die Kolonialmächte in dieser Region traditionelle Grenzen beibehalten.
Da sich dort die Quelle des Nils befindet, interessierte das Gebiet lange Zeit die Europäer. Die ersten Europäer, die in dieses Gebiet vorstießen, waren Missionare, die die Absicht hatten, die lokale Bevölkerung zum Christentum zu bekehren. Später wurde die Region kolonialisiert.
Der wachsende Kontakt zum Rest der Welt sorgte für einige zerstörerische Epidemien. Dies traf sowohl die Menschen als auch ihre Lebensgrundlage, die Tiere. Dadurch wurde die Region dramatisch entvölkert, in manchen Gebieten um bis zu 60 %. Erst ab 1950 erreichte die Region wieder das Bevölkerungsniveau, das vor der Kolonialisierung herrschte.
Die Region, die nach der Unabhängigkeit der dortigen Staaten gute Entwicklungschancen hatte, wurde durch Bürgerkriege und Gewaltakte erschüttert. Viele Menschen verließen die Region, nur Tansania und Kenia verzeichneten geringere Bevölkerungsverluste. Kongo, Ruanda und Burundi hatten sich zur Bewältigung der Entwicklungsprobleme und Nutzung der Entwicklungschancen zwar 1976 zur Wirtschaftsgemeinschaft der Länder der Großen Seen zusammengefunden, doch 1996 stellte die Gemeinschaft ihre Tätigkeit zunächst ein. 2010 wurde ein neuer Anlauf beschlossen.